# Antxón Jaso
Antxon Jaso (Agoitz, Merindad de Sangüesa, Navarra, 23 de septiembre de 1997) es un futbolista español que juega como defensa en el Real Murcia CF de la Primera Federación.

## Biografía
Tras formarse como futbolista en las categorías inferiores del Club Deportivo Aoiz, con el que debutó en la Primera Autonómica de Navarra en la temporada 2016-17, pasó a la UD Mutilvera de la Tercera División.El 15 de junio de 2018 fichó por el Burgos CF de Segunda B.
El 1 de julio de 2019 fichó por el Bilbao Athletic, pero en agosto fue cedido a la SD Amorebieta también de Segunda B, para disputar la temporada 2019-20.
De cara a la campaña 2020-21 regresó al Bilbao Athletic, donde compitió por el puesto con Aitor Paredes y Oier Luengo.Al término de la temporada, renovó su contrato por un año para competir en Primera Federación.
En junio de 2022 firmó un contrato por un año con el Real Unión de Primera Federación.Sin embargo, el 31 de enero de 2023, rescindió su contrato con el Real Unión y firmó por la SD Amorebieta de la misma categoría.
El 13 de julio de 2023 fichó por el Othellos Athienou FC chipriota. Seis meses después se incorporó al Sestao River Club de Primera Federación.En el cuadro verdinegro se convirtió en indiscutible y colaboró para lograr la permanencia.
El 28 de junio de 2024 firmó por el Real Murcia CF de la Primera Federación.

## Clubes
| Club                   | País   | Año       | Partidos | Goles |
| ---------------------- | ------ | --------- | -------- | ----- |
| Club Deportivo Aoiz    | España | 2016-2017 |          |       |
| UD Mutilvera           | España | 2017-2018 | 31       | 1     |
| Burgos CF              | España | 2018-2019 | 17       | 0     |
| Bilbao Athletic        | España | 2019-2022 | 37       | 2     |
| SD Amorebieta (cedido) | España | 2019-2020 | 21       | 1     |
| Real Unión             | España | 2022-2023 | 12       | 0     |
| SD Amorebieta          | España | 2023      | 8        | 0     |
| Othellos Athienou FC   | Chipre | 2023      | 12       | 0     |
| Sestao River Club      | España | 2024      | 18       | 0     |
| Real Murcia CF         | España | 2024-     |          |       |